# Телесет
Телесет (полное название Телесет Нетворкс) — группа операторов фиксированной связи, в которую входят ООО «ТЕЛЕСЕТ» г. Казань, ОАО «ТНПКО» г. Казань, филиал ООО «ТЕЛЕСЕТ» г. Набережные Челны, «Симбирские Телекоммуникационные Системы» (СТС) город Ульяновск.

## Деятельность
Компания ТЕЛЕСЕТ функционирует в Казани с 1996 года, обеспечивая абонентов широким спектром услуг, среди которых услуги голосовой связи и передачи данных являлись основным источником доходов. На сегодняшний день Телесет обладает собственной разветвленной телекоммуникационной инфраструктурой. Приобретение четвертого по величине оператора Казани "ТНПКО" за $17 млн в 2006 году позволило компании расширить зону сервиса и увеличить рыночную долю в Казани до 27 % рынка голосовых услуг и до 29 % рынка передачи данных. В ноябре 2007 года компания выходит за пределы Казани и приобретает оператора фиксированной связи в Набережных Челнах за 267 млн руб. На 31.12.2007 абонентская база составила более 130 000 (117 460 — физические лица, 12 550 юридические лица). 100 % акций компании Телесет принадлежат Teleset Networks, зарегистрированной на Кипр. В октябре 2006 года Teleset Networks прошла листинг на AIM Лондонской Фондовой Биржи.
В 2009 году начал функционировать собственный зоновый узел связи «Телесет Нетворкс». Также в январе 2009 года был введен в эксплуатацию единый контакт-центр для абонентов Казани и Набережных Челнов.
В 2010 году акции компании приобрёл крупнейший оператор связи Поволжья ОАО «ВолгаТелеком».
Во всех компаниях группы «Телесет Нетворкс» с 2000 года функционирует единая Система автоматизации деятельности операторов связи АСР Fastcom.
В 2002-2011 годах — генеральный директором  "Телесет" был Роман Александрович Шайхутдинов.